# 피부계

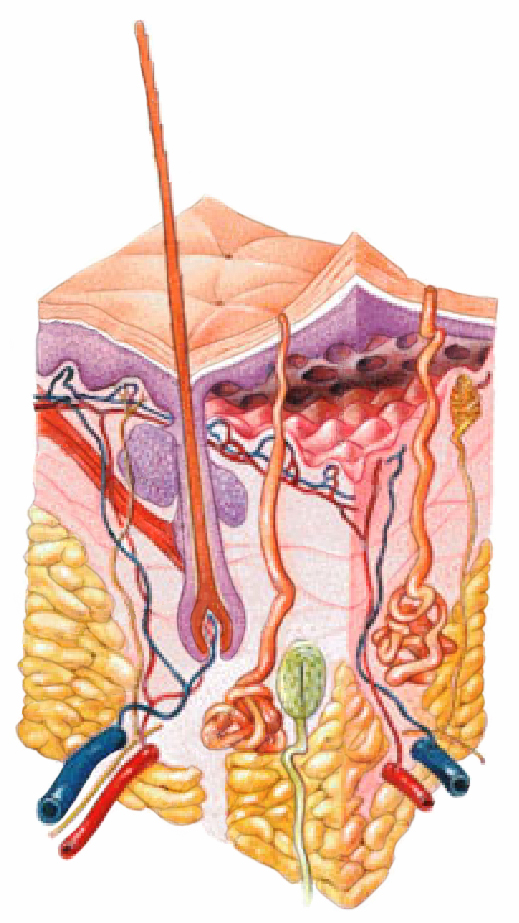

피부계(皮膚系, 영어: Integumentary System), 피부계통(皮膚系統), 또는 피부기관(皮膚器官)은 동물의 외부 부분을 덮고 있는 기관을 말한다. 이 부분은 특별한 도구를 쓰지 않고도 볼 수 있으며 다양한 기능을 가지고 있다. 피부, 머리카락, 손톱 등이 있다.
피부와 그 부속 구조물로 나눌 수 있다. 그리고 피부를 두 부분으로 나눌 수 있는데 표면상피인 표피와 그 밑에 있는 연결조직인 진피로 나눌 수 있다. 부속 구조물에는 털(머리카락, 체모 등), 손톱, 외분비샘이 있다. 이 구조물들은 진피에 위치하며 표피를 지나 피부 표면으로 나와 있다.
표피계는 다른 장기들과 연결되어 있다. 혈관의 넓은 그물망은 진피로 퍼져있으며, 감각 기관들은 압각, 촉각, 통각, 온도를 감지 하여 중추 신경계로 정보를 제공한다. 그리고 진피의 아래에는 피하조직이라 불리는 느슨한 결합 조직이 있다. 이 조직은 뼈나 근육과 같은 근육과 피부를 분리해주고 있다. 피하조직은 외피 기관에 속하지 않는 것으로 보는 경우도 있으나 피하조직섬유가 진피섬유와 연결되어 있기에 피하조직이 외피 기관에 속하는 것으로도 볼 수 있다.

## 표피계와 피하조직의 기능
- 외부의 생체 교란인자로부터 아래에 위치한 조직을 보호.
- 피부에 있는 외부비선으로 염과 물, 유기물질을 방출
- 단열, 증발로서 몸의 온도를 유지
- 비타민 D3의 합성
- 칼시트리올(칼슘 대사에 중요한 호르몬)의 전구물질 합성
- 진피의 지방세포와 피하조직에 있는 지방조직에 지방을 저장
- 촉각, 압각, 통각, 온도 자극을 감지해서 신경계로 정보를 전달